# Kieler Ort
Kieler Ort ist eine etwa 61 Hektar große unbewohnte Insel 145 Meter vor dem südlichen Ende der Halbinsel Wustrow, deren Teil sie früher war. Kieler Ort gehört zu den jüngsten deutschen Inseln (Nigehörn ist jünger). Sie wurde durch einen Sturm von der Halbinsel Wustrow getrennt, so dass es derzeit eine ungefähr zweihundert Meter breite Meerenge zwischen den beiden Teilen gibt. Der genaue Zeitpunkt dieses Ereignisses ist unbekannt, lässt sich jedoch auf die späten 1970er bis frühen 1980er eingrenzen. Die Insel war ursprünglich ein Sandhaken, wie auch die an der Halbinsel Wustrow gelagerte Halbinsel Kirchmesse im Osten. Zwischen ihnen liegt eine Flachwasserbucht, die Kroy. Ostseeseitig schließt sich die Kielung an.
Die Insel ist ungefähr 3500 Meter lang und bis zu 400 Meter breit und flach und liegt innerhalb des Naturschutzgebiets Wustrow. Sie gehört zur Stadt Ostseebad Rerik.